# 간 프럭토키네이스
간 프럭토키네이스(영어: hepatic fructokinase) (EC 2.7.1.3)는 과당의 인산화를 촉매하여 과당 1-인산을 생성하는 효소이다. 케토헥소키네이스(영어: ketohexokinase)라고도 한다.
ATP +   {\displaystyle \longrightarrow }  ADP + 
ATP + D-과당 → ADP + D-과당 1-인산

## 병리학
간 프럭토키네이스의 결핍은 본태성 과당뇨와 관련이 있다.

## 같이 보기
- 전이효소
- 헥소키네이스